# Цахкашен (Гегаркунік)
Цахкашен (вірм. Ծաղկաշեն) — село в марзі Гегаркунік, на сході Вірменії. Село розташоване за 8 км на південний захід від міста Гавар. Сільська церква Святого Ованеса датується 9-10 століттям.